# Gemma Chan
Trần Tĩnh (giản thể: 陈静; phồn thể: 陳靜; bính âm: Chén Jìng, sinh ngày 29 tháng 11 năm 1982), thường được biết đến với nghệ danh Gemma Chan, là một nữ diễn viên người Anh gốc Hoa. Là cựu sinh viên tốt nghiệp tại Đại học Worcester ở Oxford, cô bắt đầu tham gia diễn xuất từ năm 2006. Cô bắt đầu được công chúng biết đến qua vai diễn trong loạt phim truyền hình Humans (2015–2018), và trở nên nổi tiếng qua vai diễn Astrid Leong-Teo trong bộ phim Con nhà siêu giàu châu Á (2018), tác phẩm giúp cô cùng các bạn diễn được đề cử giải SAG cho dàn diễn viên điện ảnh xuất sắc nhất.
Tiếp nối thành công, Gemma đã lồng tiếng cho nhân vật Namaari trong bộ phim Raya và rồng thần cuối cùng (2021), hai bộ phim siêu anh hùng thuộc vũ trụ Marvel Cinematic Universe gồm Đại úy Marvel (2019) và Chủng tộc bất tử (2021), cùng với những bộ phim nổi bật khác gồm Em yêu đừng sợ (2022) và Kẻ kiến tạo (2023). Ngoài sự nghiệp diễn xuất, cô còn được đánh giá là một biểu tượng thời trang xuất sắc.

## Thời thơ ấu
Chan sinh ra ở bệnh viện Guy's Hospital tại thủ đô Luân Đôn, Anh. Cha mẹ cô là người gốc Hoa. Cha cô là một kỹ sư lớn lên ở Hồng Kông, ông bà ngoại cô di cư từ Trung Quốc đại lục sang Scotland và mẹ cô sau đó lớn lên ở Greenock (Scotland).

## Đời tư
Chan hẹn hò với nam diễn viên Jack Whitehall từ năm 2011 nhưng tới tháng 9 năm 2017 thì hai người tuyên bố chia tay. Tháng 12 năm 2018, cô được bắt gặp xuất hiện bên cạnh nam diễn viên Dominic Cooper tại Lễ trao giải British Fashion Awards.

## Danh sách phim

### Điện ảnh
| Năm  | Tên                                   | Vai                | Ghi chú                  |
| ---- | ------------------------------------- | ------------------ | ------------------------ |
| 2006 | When Evil Calls                       | Molly Nelson       |                          |
| 2009 | Exam                                  |                    |                          |
| 2010 | Pimp                                  | Bo                 |                          |
| 2010 | Shanghai                              | Shin Shin          |                          |
| 2010 | Submarine                             | Kim-Lin            |                          |
| 2013 | The Double                            |                    |                          |
| 2014 | Jack Ryan: Đặc vụ bóng đêm            | Amy Chang          |                          |
| 2014 | London Fields                         | Petronella         |                          |
| 2015 | Families                              | Chen-Lin           |                          |
| 2016 | Sinh vật huyền bí và nơi tìm ra chúng | Madam Ya Zhou      |                          |
| 2017 | Transformers: Chiến binh cuối cùng    | Quintessa          |                          |
| 2017 | Stratton                              | Aggy               |                          |
| 2018 | Con nhà siêu giàu châu Á              | Astrid Leong-Teo   |                          |
| 2018 | Mary Queen of Scots                   | Elizabeth Hardwick |                          |
| 2019 | Đại úy Marvel                         | Minn-Erva          |                          |
| 2020 | Let Them All Talk                     | Karen              |                          |
| 2021 | Raya và rồng thần cuối cùng           | Namaari            | Lồng tiếng               |
| 2021 | Chủng tộc bất tử                      | Sersi              |                          |
| 2022 | Em yêu đừng sợ                        | Shelley            |                          |
| 2023 | Kẻ kiến tạo                           | Maya Fey-Taylor    |                          |
| 2023 | Thiếu niên và chim diệc               | Kiriko             | Phiên bản lồng tiếng Anh |
| TBA  | Cuckoo                                |                    |                          |

### Truyền hình
| Năm  | Tên      | Vai         | Ghi chú                           |
| ---- | -------- | ----------- | --------------------------------- |
| 2010 | Sherlock | Soo Lin Yao | Phần 1, tập 2: "The Blind Banker" |